# ジャカジャカジャンケンポン
「ジャカジャカジャンケンポン」は、日本の歌手グループFolderの4枚目のシングル。1998年9月2日に発売された。発売元はavex tune。

## 解説
- 前作から5ヶ月ぶりとなるシングル。
- タイトル曲はフジテレビ「ポンキッキーズ」のコーナー「ジャカジャカジャンケン」とのタイアップ曲。
- タイトル曲のミュージックビデオはコンプリートBOX『Folder+Folder 5 COMPLETE BOX』（2003年）に収録された。
- カップリング曲は一部のレコード店で『7 SOUL』予約特典として配布された7インチソノシートに単独収録された。

## 収録曲
1. ジャカジャカジャンケンポン
作詞：小林和子、作曲・編曲：小森田実
2. HELLOW AGAIN
作詞：小林和子、作曲・編曲：小森田実
3. ジャカジャカジャンケンポン （original karaoke）
4. HELLOW AGAIN （original karaoke）

## 収録アルバム
- オリジナル『THE EARTH』（1998年11月26日）
- NOW AND FOREVER：オリジナル『REMIXES』（1998年11月21日）（アナログ盤、RR12-88066）
- シングル集CD『Folder+Folder 5 SINGLE COLLECTION and more』（2003年6月25日）（AVCT-10131）
- コンプリートBOX『Folder+Folder 5 COMPLETE BOX』（2003年6月25日）（AVBT-91021〜3/B〜F）

## タイアップ
- ジャカジャカジャンケンポン：フジテレビ「ポンキッキーズ」挿入歌